# SN 2000D
SN 2000D – supernowa typu II odkryta 22 stycznia 2000 roku w galaktyce UGC 1767. W momencie odkrycia miała maksymalną jasność 16,20m.